# 2010년 동계 올림픽 덴마크 선수단
2010년 동계 올림픽 덴마크 선수단은 캐나다 밴쿠버에서 개최된 2010년 동계 올림픽에 참가한 올림픽 덴마크 선수단이다. 이번 대회에서 최고의 성적을 낸 것이 컬링으로 5위를 했다.